# Cerkiew Poczajowskiej Ikony Matki Bożej i Świętych Cyryla i Metodego w Holíču
Cerkiew pod wezwaniem Poczajowskiej Ikony Matki Bożej i Świętych Cyryla i Metodego – prawosławna cerkiew parafialna w Holíču, w archidekanacie dla krajów: bratysławskiego, trnawskiego, trenczyńskiego i nitrzańskiego eparchii preszowskiej Kościoła Prawosławnego Czech i Słowacji.
Parafia prawosławna w Holíču została utworzona w 1994 r. Początkowo korzystała z rzymskokatolickiej kaplicy cmentarnej pw. św. Floriana. W 2013 r. wspólnota pozyskała działkę, na której w ciągu 5 lat wzniesiono cerkiew. Konsekracji gotowej świątyni dokonali 29 kwietnia 2018 r. metropolita ziem czeskich i Słowacji, arcybiskup preszowski Rościsław i arcybiskup praski Michał.
Cerkiew w Holíču jest pierwszą świątynią prawosławną wzniesioną w regionie Záhorie.